# Domingos Jorge da Silva
Domingos Jorge da Silva (Santana de Parnaíba, 1688 -  Mogi do Campo, 1751) foi um militar brasileiro.

## Biografia
Foi filho dos parnaibanos, Salvador Jorge Velho, sertanista descobridor das minas de ouro em Curitiba, morto em 1705 e de Margarida da Silva de Campos Bicudo.[carece de fontes?]
Ocupou o posto de Sargento-mor de batalhas em 1711 por serviços prestados contra os franceses no Rio de Janeiro. Manteve tropas de soldados as suas custas por três meses, guarnecendo a Fortaleza de Santo Amaro da Barra Grande em Santos, para impedir a invasão de franceses neste porto.